# M728
 (janvier 2021).
La mise en forme du texte ne suit pas les recommandations de Wikipédia : il faut le « wikifier ».
Les points d'amélioration suivants sont les cas les plus fréquents. Le détail des points à revoir est peut-être précisé sur la page de discussion.
- Les titres sont pré-formatés par le logiciel. Ils ne sont ni en capitales, ni en gras.
- Le texte ne doit pas être écrit en capitales (les noms de famille non plus), ni en gras, ni en italique, ni en « petit »…
- Le gras n'est utilisé que pour surligner le titre de l'article dans l'introduction, une seule fois.
- L'italique est rarement utilisé : mots en langue étrangère, titres d'œuvres, noms de bateaux, etc.
- Les citations ne sont pas en italique mais en corps de texte normal. Elles sont entourées par des guillemets français : « et ».
- Les listes à puces sont à éviter, des paragraphes rédigés étant largement préférés. Les tableaux sont à réserver à la présentation de données structurées (résultats, etc.).
- Les appels de note de bas de page (petits chiffres en exposant, introduits par l'outil «  Source ») sont à placer entre la fin de phrase et le point final[comme ça].
- Les liens internes (vers d'autres articles de Wikipédia) sont à choisir avec parcimonie. Créez des liens vers des articles approfondissant le sujet. Les termes génériques sans rapport avec le sujet sont à éviter, ainsi que les répétitions de liens vers un même terme.
- Les liens externes sont à placer uniquement dans une section « Liens externes », à la fin de l'article. Ces liens sont à choisir avec parcimonie suivant les règles définies. Si un lien sert de source à l'article, son insertion dans le texte est à faire par les notes de bas de page.
- La présentation des références doit suivre les conventions bibliographiques. Il est recommandé d'utiliser les modèles {{Ouvrage}}, {{Chapitre}}, {{Article}}, {{Lien web}} et/ou {{Bibliographie}}. Le mode d'édition visuel peut mettre en forme automatiquement les références.
- Insérer une infobox (cadre d'informations à droite) n'est pas obligatoire pour parachever la mise en page.

Pour une aide détaillée, merci de consulter Aide:Wikification.
Si vous pensez que ces points ont été résolus, vous pouvez retirer ce bandeau et améliorer la mise en forme d'un autre article.
Le M728 combat engineer vehicle est un char du génie des Forces armées des États-Unis en service depuis 1965.

## Description
Le M728 est conçu sur la base des châssis et des composants du M60 Patton. 

## Utilisateurs

### Oman
3 sont en service au sein de l'armée d'Oman

### Maroc
6 sont en service dans l'armée marocaine (2016)

### Arabie saoudite
15 sont en service dans l'armée saoudienne

### Espagne
38 M60CZ-10/25E Alacran

### États-Unis
Retiré du combat en 2000, 262 sont relégués dans la garde nationale et l'US Army Reserve (2007). En passe d'être remplacé par le M1150 Assault Breacher Vehicle dès 2018.

## Anciens utilisateurs

### Portugal
Les 3 exemplaires actifs dans l'armée portugaise ont été retirées en 2013.

### Singapour
8 exemplaires ont été versés probablement dans la réserve de l'armée singapourienne (2016)

## Galerie d'images

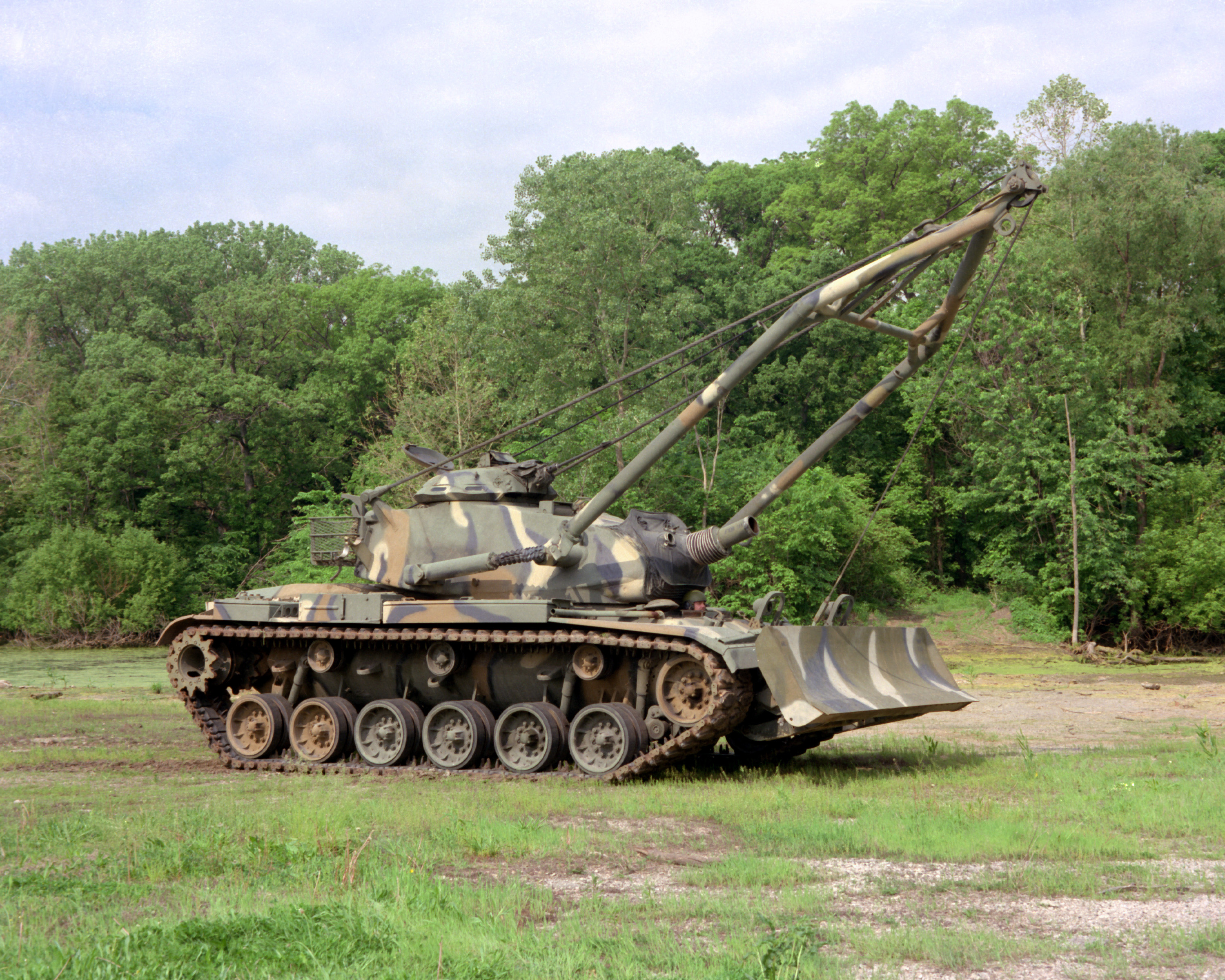
Avec déploiement de la grue en "A" ou chèvre (outil)